# Abia de la Obispalía
Abia de la Obispalía – gmina w Hiszpanii, w prowincji Cuenca, w Kastylii-La Mancha, o powierzchni 63,08 km². W 2011 roku gmina liczyła 81 mieszkańców.